# Universidade Centro-Europeia
A Universidade Centro-Europeia (Central European University ou CEU) é uma universidade de pesquisa com campus em Viena, na Áustria, e Budapeste, na Hungria, que oferece cursos de em língua inglesa. A universidade é conhecida peela especialização em ciências sociais e humanas, pela baixa proporção aluno-professor, e pelo corpo discente internacional. O princípio fundador da universidade é a promoção de Sociedade Aberta, conforme pensadas por Henri Bergson e Karl Popper, e por isso ela é associada com a Open Society Foundations.
A universidade foi fundada pelo húngaro-americano George Soros, em 1991, com um orçamento de 880 milhões de dólares. Seu objetivo era contribuir para o desenvolvimento da democracia, fomentar a cooperação entre países no antigo Bloco Socialista e educar uma nova geração de líderes para a região.
A universidade foi relocada de Budapeste para Viena, em decorrência de uma recusa do governo de Victor Orban de renovar a permissão para que a universidade continuasse em funcionamento. Na época, ela era a Universidade mais bem avaliada da Hungria. A polêmica estava ligada ao departamento de Estudos de Gênero, depois que esses estudos foram proibidos no país. A controvérsia gerou debates a respeito de liberdade acadêmica, com protestos em todo o mundo a favor da CEU. Em Outubro de 2020, a Tribunal Europeu de Justiça decidiu que a lei húngara que afetou a CEU é incompativel com o Direito da União Européia.
A Universidade é estruturada em 13 departamentos e 17 centros de pesquisa. Hoje, está entre as 30 melhores universidades do mundo no campo de política e relações internacionais, segundo o QS World University Ranking de 2022, e entre as cem melhores do mundo nos campos de Filosofia, Sociologia, História e Ciências Políticas.
A universidade possui programas de graduação, de mestrado e doutorado. Oferece cursos nas áreas de ciências sociais e humanas, direito, políticas públicas e negócios. Abriga departamentos que estudam temas mais específicos, como questões de gênero, história medieval e nacionalismo. Possui 1,5 mil estudantes de cerca de 100 países e 300 professores de cerca de 30 países.

## História
A Universidade se originou de uma série de conferências organizadas na IUC Dubrovnik, na então Iugoslávia, atual Croácia. De 1989 a 1990, houve tentativas de fundar uma universidade livre em Bratislava, capital da Eslováquia, que não funcionou por uma oposição de políticos nacionalistas. Com a queda do Bloco Socialista, a Universidade foi fundada em Praga, em 1991, seguindo os princípios de sociedade aberta e redemocratização. Logo em seguida a Universidade foi mudada para Budapeste. A Universidade foi fundada com patrocínio de George Soros, com orçamento de 880 milhões de dólares. Soros participou do Conselho da Universidade até 2007. A atual reitora da Universidade é a antropóloga indiana Shalini Randeria.
A Universidade tem um compromisso com promover os Direitos Humanos na região, e com promover cursos interdisciplinares e de estudos comparados. Eles ofereceram os primeiros programas de Estudos de Gênero e de Ciências Ambientais na região.
Em 2017, uma série de leis foi aprovada na Hungria para dificultar o funcionamento de Universidades Estrangeiras. Elas dificultavam a contratação de professores de fora da União Européia, e proibia que os centros da universidade nos Estados Unidos e na Hungria tivessem o mesmo nome. De acordo com Marc Santora no The New York Times, a medida era relacionada com o preconceito contra Soros, milionário de origem judaica-húngara, acusado por Victor Orban de favorecer a imigração ilegal para a União Européia. Muitos jornais também apontaram como as medidas pareciam feitas com o objetivo específico de forçar a CEU a sair da Hungria. Em Setembro de 2019, em meio a uma batalha legal, a Universidade anunciou a mudança de seu campus principal para Viena, na Áustria.
Com base nos princípios de sociedade aberta, a maior parte dos alunos recebe bolsas da universidade.

## Estrutura da Universidade

### Departamentos
A Universidade Centro-Européia se organiza em 13 departamentos e 17 Centros de Pesquisa.
- Departamento de Ciências Cognitivas (Department of Cognitive Science) - Departamento interdisciplinar que oferece doutorados especializando nas bases biológicas da cognição (Doctor of Philosophy in Cognitive Science). Tópicos de pesquisa incluem antropologia cognitiva, transmissão cultural, bases neurológicas da cognição. A proporção de alunos para professores é 3:1.
- Departamento de Economia e Business (Department of Economics and Business) - O departamento oferece mestrados (MA in Economics, Economic Policy and Global Economic Relations) e MSc in Business Analytics, Finance and Technology Management) e doutorados (PhD in Economics and Business Administration).
- Departamento de Ciências e Políticas Ambientais (Department of Environmental Sciences and Policy) - O departamento  oferece mestrados (MSc in  Environmental Sciences and Policies, conhecido como MESP, e MSc in Environmental Sciences, Policies and Management, conhecido como MESPOM) e doutorado (PhD in Environmental Sciences and Policy). A proporção de alunos para professores é 7:1.
- Departamento de Estudos de Gênero (Department of Gender Studies) - O departamento oferece mestrados (Master of Arts in Critical Gender Studies, Master of Arts in Gender Studies, Master of Arts in Women's and Gender Studies (GEMMA), Master of Arts in European Women's and Gender History (MATILDA), sendo que os últimos dois são programas internacionais, que o aluno deve completar em duas ou três universidades européias), e doutorado (Doctor of Philosophy in Comparative Gender Studies) A proporção de alunos para professores é 8:1.
- Departamento de História (Department of History) - o departamento oferece programas de mestrado de um ano (Master of Arts in Comparative History), mestrado de dois anos (Master of Arts in Comparative History e Master of Arts in History in the Public Sphere) e doutorado (Doctor of Philosophy in Comparative History). Os programas tem foco na Europa do Leste, Central e no Leste do Mediterrâneo, a partir do Século XVI. A proporção de alunos para professores é 6:1.
- O Departamento de Relações Internacionais (Department of International Relations) - O departamento oferece cursos de mestrado de um ano (Master of Arts in International Relations) e dois anos (Master of Arts in Global Economic Relations e Master of Arts in International Relations) e doutorado conjunto com o departamento de Ciências Políticas (ver abaixo). A proporção de alunos para professores é 8:1.
- O Departamento de Estudos Jurídicos (Department of Legal Studies) oferece programas de mestrado(Master of Arts in Human Rights, Master of Laws in Comparative Constitutional Law, Master of Laws in Human RightsMaster of Laws in International Business Law / Master of Laws in Global Business Law and Regulation) e doutorado (Doctor of Juridical Science / Doctor iuris). A proporção de alunos para professores é 7:1.
- O Departamento de Matemática Aplicada (Department of Mathematics and Its Applications) - oferece programas de mestrado (Master of Science in Mathematics and its Applications) e doutorado (Doctor of Philosophy in Mathematics and its Applications).
- O Departamento de Estudos Medievais (Department of Medieval Studies) - oferece cursos de mestrado (Master of Arts in Late Antique, Medieval and Early Modern Studies, Master of Arts in Comparative History (2 years) -- Track: Late Antique, Medieval, and Renaissance Studies, Master of Arts in Cultural Heritage Studies—Track: Academic Research and Protection of Cultural Heritage) e doutorado (Doctor of Philosophy in Late Antique, Medieval and Early Modern Studies). A proporção de alunos para professores é 7:1.
- O Departamento de Ciências da Informação (Department of Network and Data Science) - oferece cursos de doutorado (Doctor of Philosophy in Network Science).
- O programa de Estudos sobre Nacionalismo (Nationalism Studies Program) - O curso oferece mestrados de um ou dois anos (MA in Nationalism Studies), e uma especialização em cursos de doutorado. A proporção de alunos para professores é 5:1.
- O Departamento de Filosofia (Department of Philosophy) -  oferce cursos de mestrado (Master of Arts in Philosophy) e doutorado (Doctor of Philosophy in Philosophy). A proporção de alunos para professores é 5:1.
- O Departamento de Ciências Políticas (Department of Political Science) - O departamento oferece cursos de mestrado de um ano (Master of Arts in Political Science) e dois anos (Master of Arts in Political Science) e doutorado (Doctor of Philosophy in Political Science, com possibilidade de especialização em Políticas Comparadas, Relações Internacionais, Economia Política, Teoria Política e Políticas Públicas). A proporção de alunos para professores é 5:1.
- O Departamento de Políticas Públicas (Department of Public Policy) - o departamento oferece programas de mestrado (Master of Arts in International Public Affairs, Master of Arts in Public Policy, Master of Public Administration, Master of Public Administration in Executive Public Administration). O programa Master of Arts in Public Policy é um programa de Erasmus Mundus, que deve ser concluído em duas ou três universidades européias. O departamento também oferece um doutorado conjunto com o departamento de Ciências Políticas.
- O Departamento de Sociologia e Antropologia Social (Department of Sociology and Social Anthropology) - oferece cursos de mestrado de um ou dois anos (Master of Arts in Sociology and Social Anthropology), e doutorado (Doctor of Philosophy in Sociology and Social Anthropology). A proporção de alunos para professores é 6:1.
- A Escola de Política Pública, Política Pública e Relações Internacionais (Doctoral School of Political Science, Public Policy, and International Relations) - Oferece um programa de doutorado interdiscipinar ((Doctor of Philosophy in Political Science, com possibilidade de especialização em Políticas Comparadas, Relações Internacionais, Economia Política, Teoria Política e Políticas Públicas). A proporção de alunos para professores é 6:1.
- O Centro para Estudos do Leste do Mediterrâneo (Center for Eastern Mediterranean Studies)
- O Centro para Estudos Religiosos (Center for Religious Studies)
- A Plataforma de Estudos Visuais (Visual Studies Platform)
- O Programa de Estudos Romani (Romani Studies Program)

Em 2020, a Universidade Central Européia lançou três cursos interdisciplinares de gruaduação, com diploma reconhecido na Áustria e nos Estados Unidos. Os cursos duram quatro anos e são divididos em majors e minors, especializações principais e secundárias. O aluno pode fazer um major e um minor, ou dois majors. Eles são:
- O Programa de Cultura, Política e Sociedade (Culture, Politics and Society (CPS)) Especializações possíveis como major e como minor: Critical Heritage, Environmental Studies, Gender Studies, International Relations, Political Science, Human Rights, History, Sociology and Social Anthropology, Nationalim Studies, Philosophy, Medieval Studies, Critical Humanities (só em combinação com outros majors). Especialização possível como minor: Visual Theory and Practice.
- O Programa de Filosofia, Política e Economia (Philosophy, Politics and Economics (PPE)) Especializações possíveis: Environmental Science, Gender Studies, Cultural Heritage, Human Rights, International Relations, History, Nationalism Studies, Sociology and Social Anthropology, Visual Theory and Practice.
- O Programa de Ciências Sociais Quantitativas (Quantitative Social Sciences (QSS)): especializações disponíveis como major ou minor: Economy, Political Science, Data Science, Sociology, Environmental Science.

### Acreditação e Reconhecimentos
Os cursos da CEU tem acreditação dupla, sendo reconhecidos nos Estados Unidos e na Áustria.
A Universidade é reconhecida como uma das melhores do mundo, com o Departamento de Políticas e Estudos Internacionais (Politics and International Studies) reconhecido como 24 lugar nos rankings QS de melhores cursos no mundo, enquanto o Departamento de Filosofia ficou na 33 posição, e os departamentos de História, Sociologia e Administraão Pública nas posições também no top 100, Antropologia e Direito no top 150, e Economia no Top 200.
No ano acadêmico de 2020-2021, a Universidade Central Européia teve 1,484 estudantes de 110 países. Eles são 115 estudantes de bacharelado, 870 de mestrado, 442 de doutorado, além de 57 estudantes de cursos que não oferecem diploma. 93% dos estudantes recebem algum tipo de bolsa ou auxílio financeiro da universidade.

## Editora
CEU Press é a maior editora em língua inglesa na Europa Central.

## Professores e Alumni
Alumni famosos:
- Thiago Amparo, advogado e comentarista brasileiro
- Giorgi Margvelashvili, presidente da Geórgia
- Lívia Járóka, deputada do parlamento Europeu
- Monica Macovei, deputada do parlamento Europeu
- Andrei Oişteanu, historiador e etnólogo
- Dylan Mohan Gray, cineasta indiano-canadense
- Rashadat Akhundov, ativista do Azerbaijão.

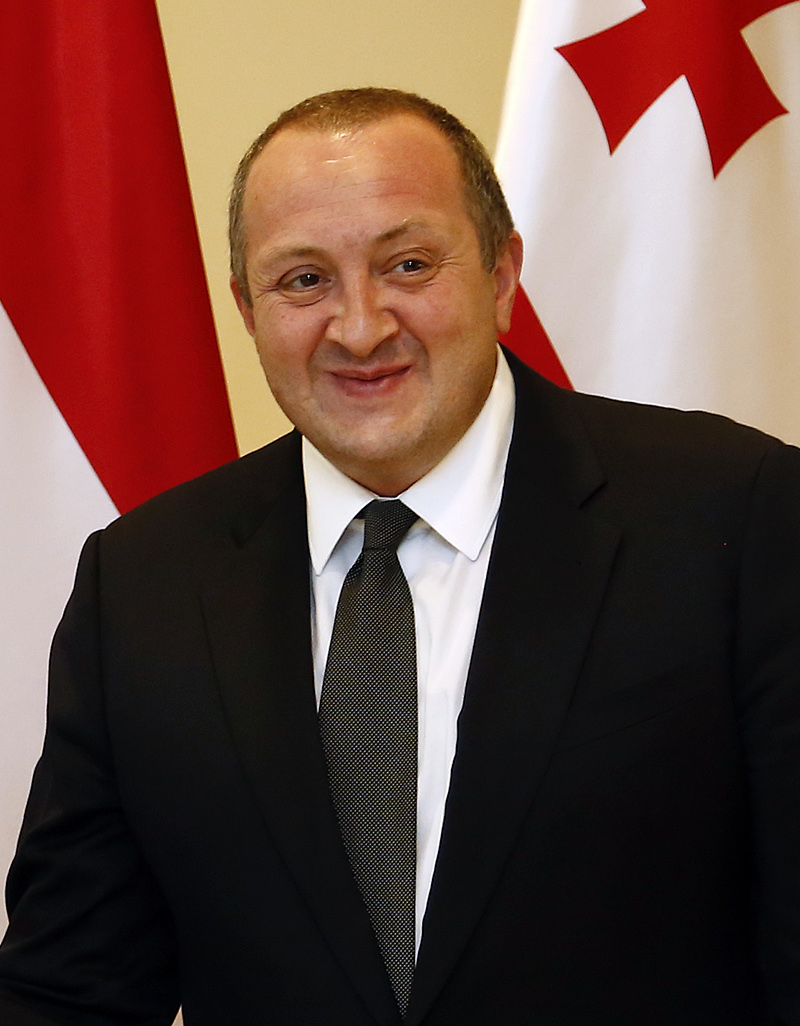
Giorgi Margvelashvili, presidente da Geórgia

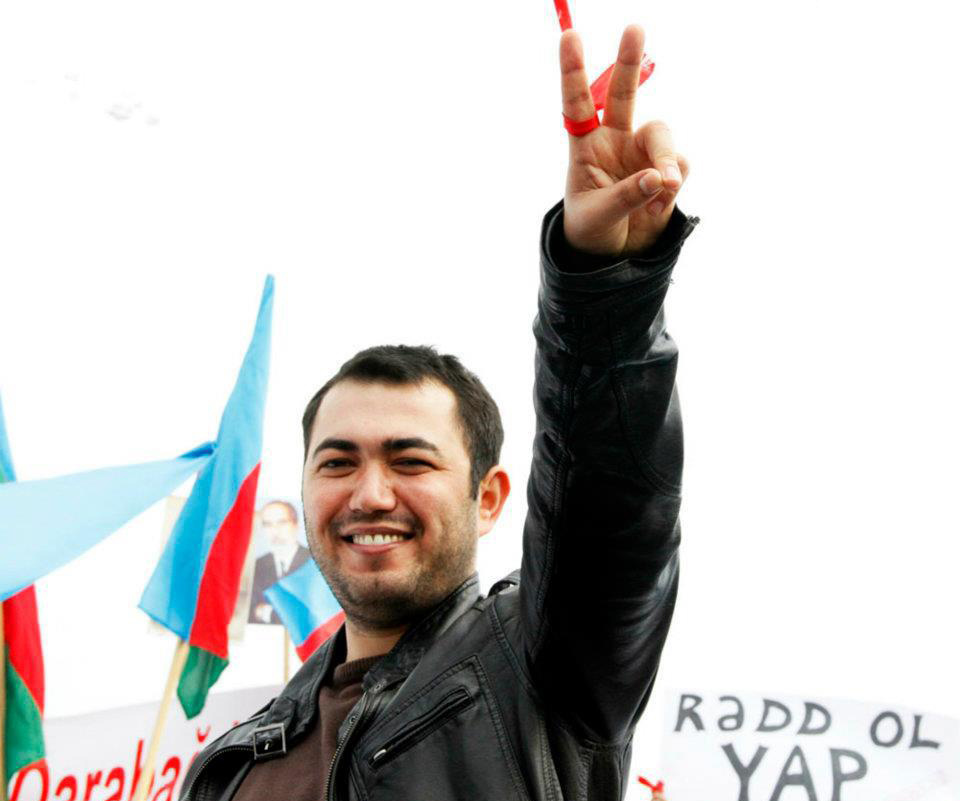
Rashadat Akhundov, ativista azeri

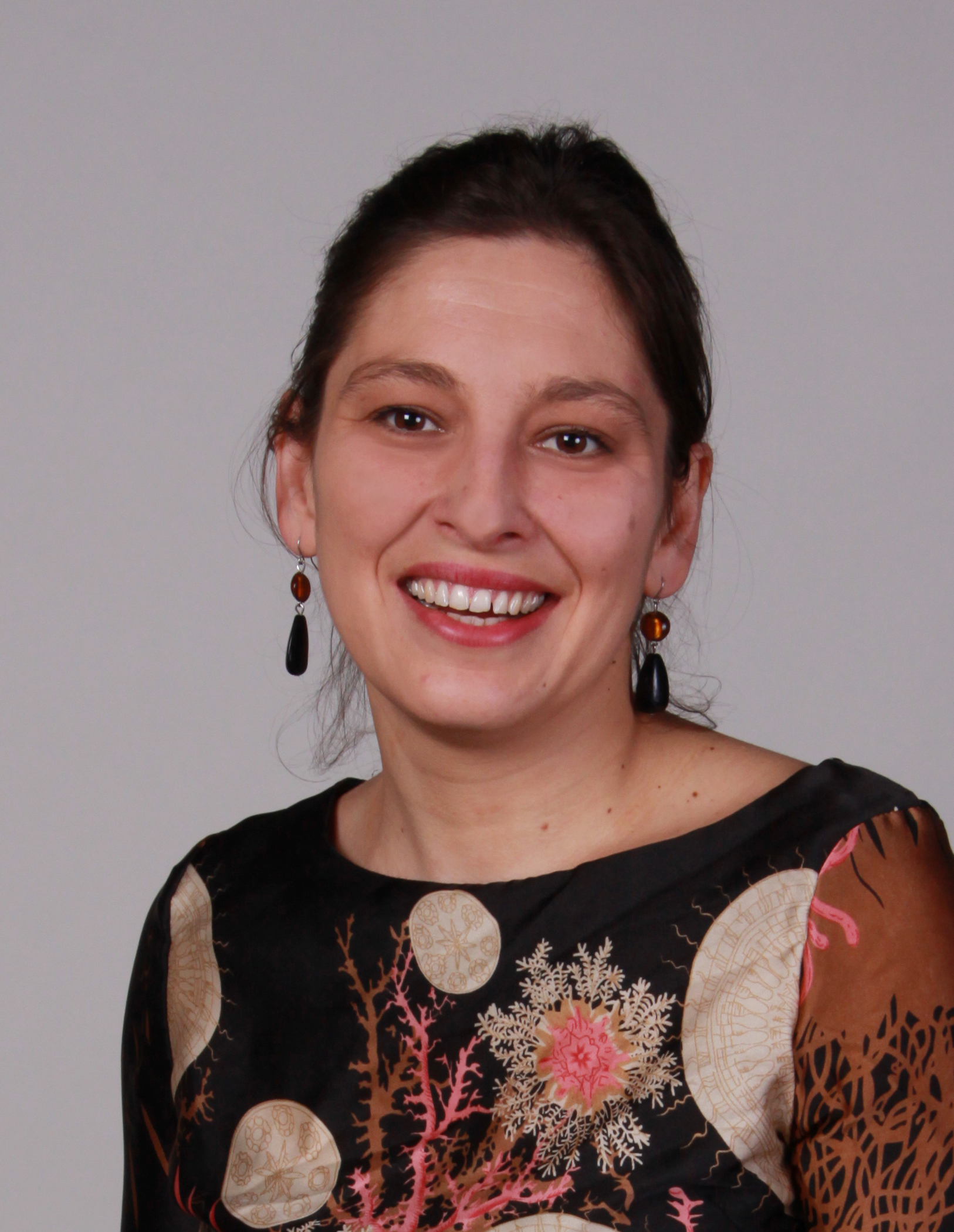
Lívia Járóka, deputada do Parlamento Europeu

Professores e ex-professores famosos:
- Shlomo Avineri, cientista político israelense
- Aziz al-Azmeh, acadêmico sírio
- Péter Balázs, atual ministro das Relações Exteriores na Hungria
- Jean-Louis Fabiani, sociólogo francês
- Allen Feldman, antropologista estadunidense
- Ernest Gellner, filósofo anglo-tcheco
- Francisca de Haan, historiadora de gênero holandesa
- Elemér Hankiss, socióloga húngara
- Donald L. Horowitz, advogado estadunidense
- Yaroslav Hrytsak, historiador ucraniano
- Michael Ignatieff, historiador e político canadense
- Don Kalb, antropologista holandês
- Gábor Klaniczay, medievalista húngaro
- Will Kymlicka, filósofo político canadense
- Gheorghe Moroșanu, matemático canadense
- Gina Neff, professora de tecnologia e sociedade
- Ugo Pagano, economista italiano
- Irina Papkova, antropóloga da religião
- Andrea Pető, historiadora húngara
- Steven Plaut, economista israelense
- Shalini Randeria, antropologista indiana e atual reitora
- István Rév, historiador e cientista político húngaro
- Marianne Sághy, especialista em religião húngara
- Gáspár Miklós Tamás, filósofo marxista húngaro

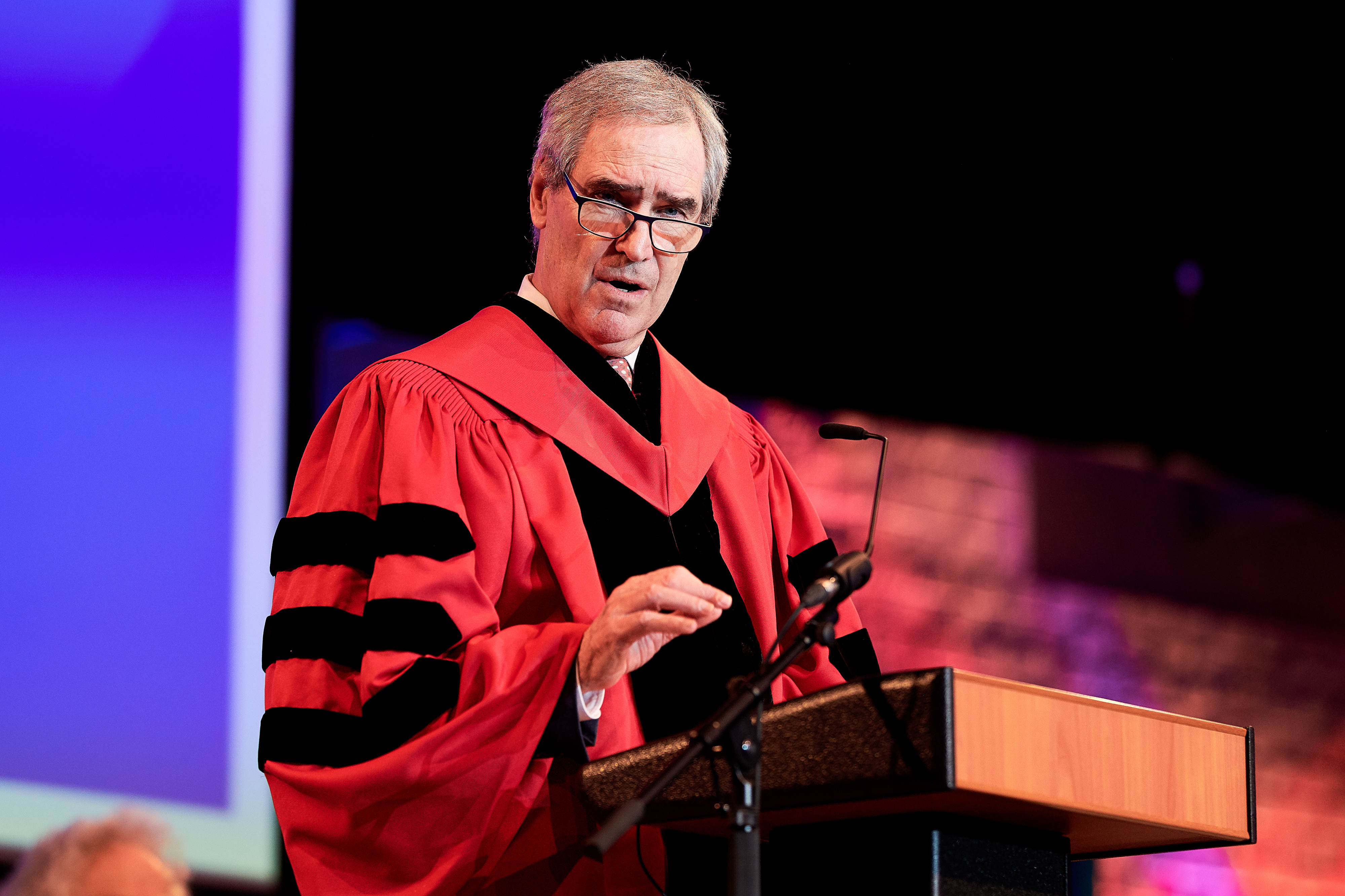
Historiador Michael Ignatieff na inauguração do campus de Viena

## Galeria de imagens

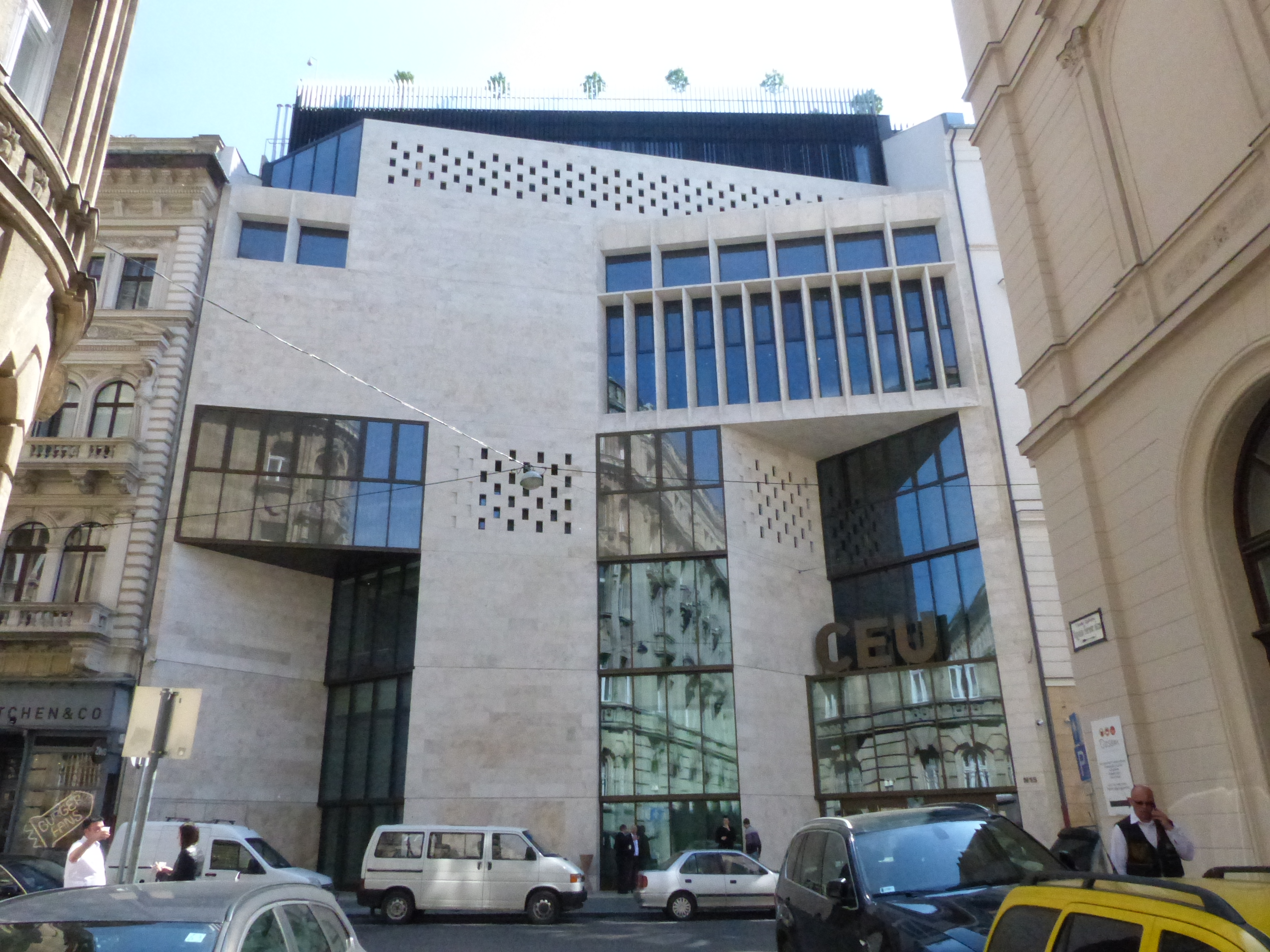
Biblioteca da CEU, campus de Budapeste

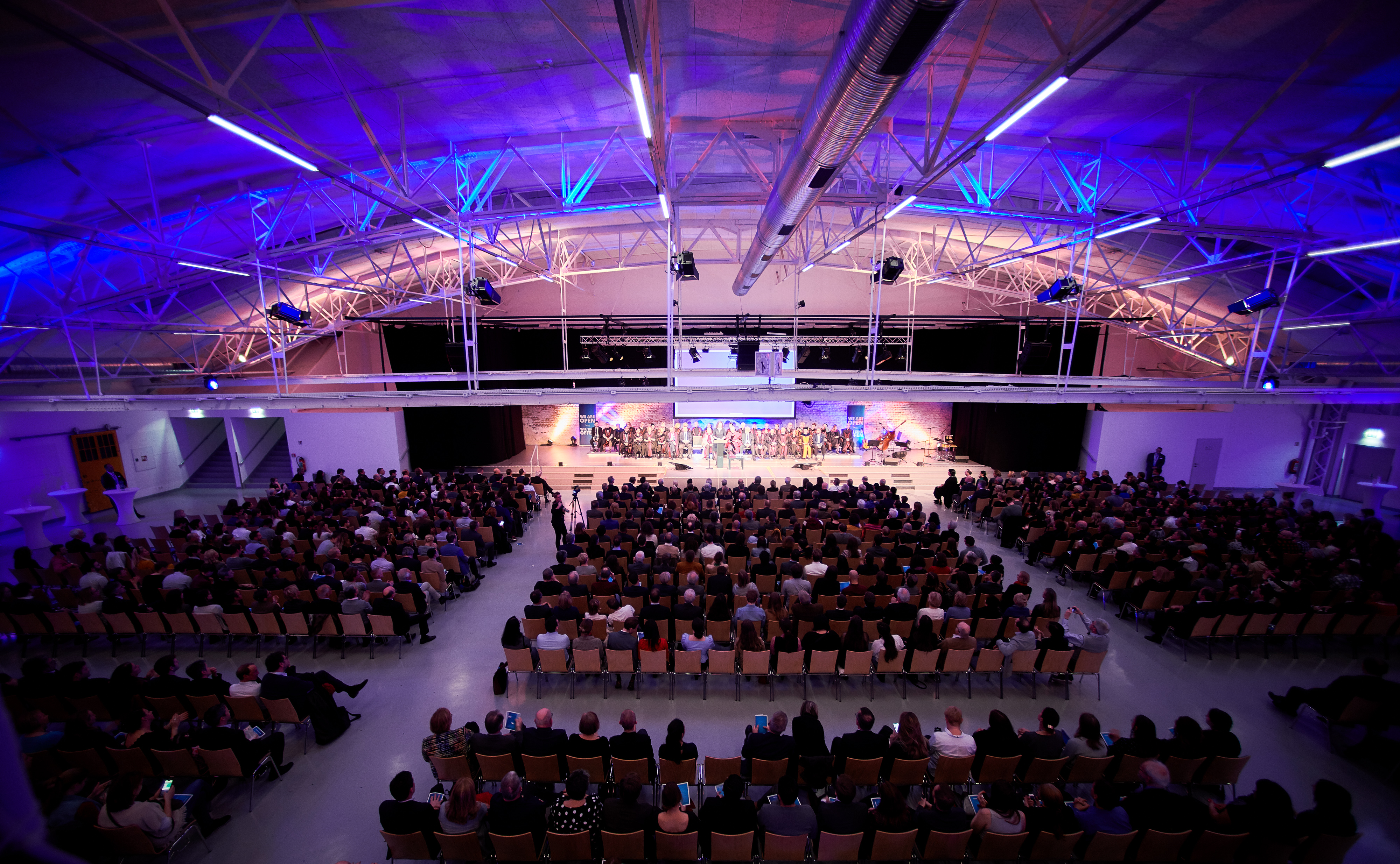
Inauguração do campus de Viena

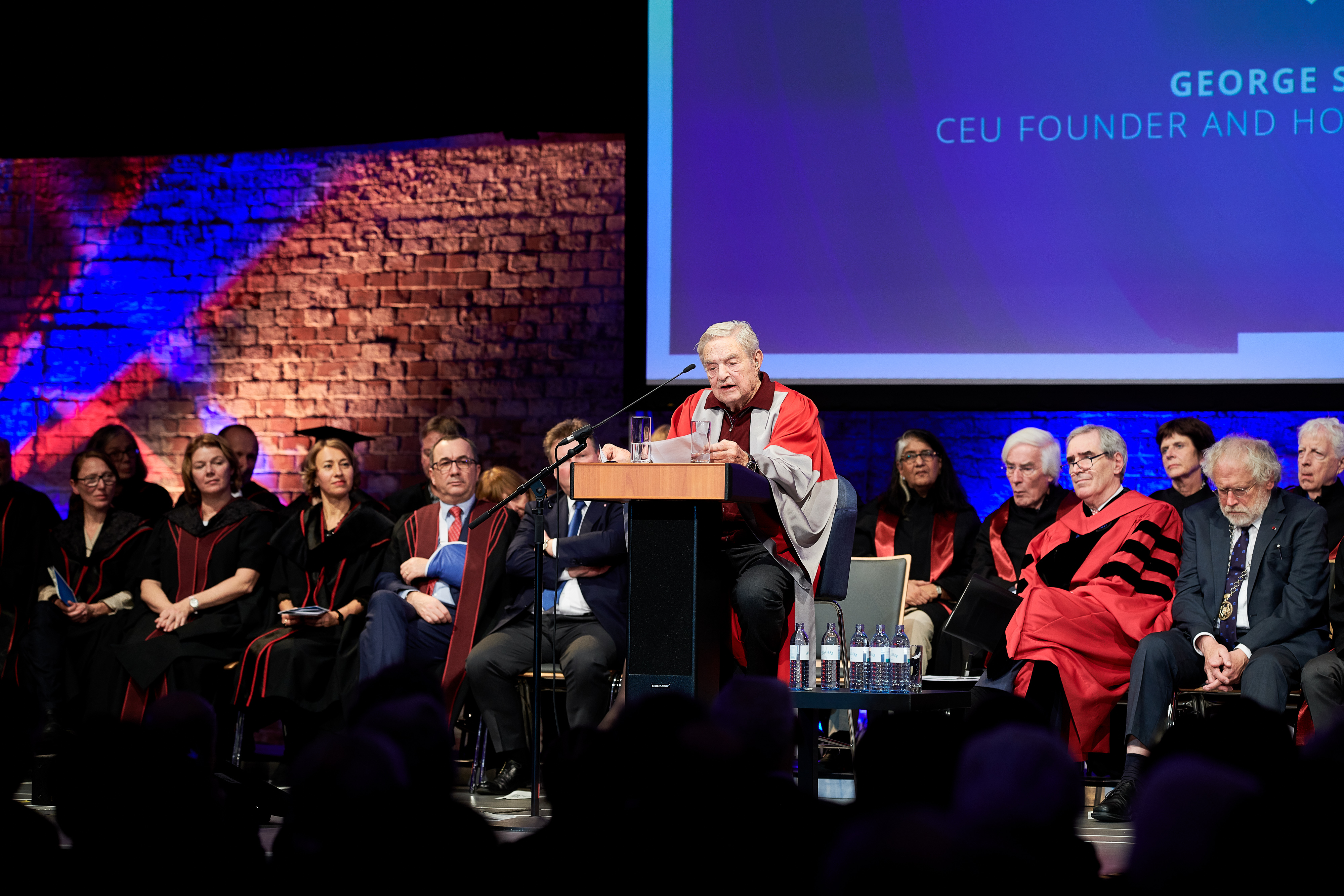
George Soros fazendo um discurso na inauguração do campus de Viena